# Inger Bang Lund
Inger Sophie Louise Bang Lund (født 10. september 1876 i Bergen, død 26. december 1968 samme sted) var en norsk pianist og komponist.
Hun var datter af advokat Carl Joachim Waldemar Bang (1826–84) og Kristophine Susanne Olsen (1851–c.1932). Faren var af Bang-slægten. Inger udmærkede sig allerede som treårig. Hendes første klaverlærer var Birgit Lund, mor til den senere Bergen-komponist Signe Lund (1868–1950). Senere studerede hun ved konservatoriet i hjembyen, under blandt andre Hildur Andersen og Johan Halvorsen i Kristiania.
I 1900 giftede hun sig med brygmester Harald Lund (1874–) og bosatte sig i Drammen. De fik flere børn. Inger Bang Lund opholdt sig med familien i Rom fra 1912 til 1925, hvor hun arbejdede sammen med Alfredo Casella (1883–1947) og holdt en række koncerter med egne kompositioner som Trold, Nocturne, Bonn, Caprice, Melodi, Lurleik, Huldrerok, 12 Italienske Aqvareller (MS), Mod Høst, Mod Vaar, Springdans og Norsk. Inger og Harald blev skilt efter opholdet i Rom. Han tog til USA, og hun vendte hjem til Bergen.

## Eksterne kilder og henvisninger
- Who they were, Inger Bang Lund (1876–1968) Ida Solange Bang Turola,  i Friends of the Non-Catholic Cemetery in Rome, no. 3, 2007.
- Om Inger Bang Lund Arkiveret 3. november 2014 hos  Wayback Machine på listento.no 17.04.2006